# ENA 토일 드라마
ENA 토일 드라마는 ENA에서 매주 토요일부터 일요일에 방송 중인 미니 시리즈 드라마 프로그램이다.

## 프로그램 리스트
- 아래 프로그램은 2002년 11월 이후 시청 가능 연령을 표시하는 드라마 프로그램 등급 제도를 의무적으로 시행하여 현재까지 이어지고 있습니다.
- 2017년 3월 1일부터 TV 프로그램 등급 표시 외에 주제, 폭력성, 선정성, 언어, 모방 위험 등 분류 사유 표시를 의무적으로 시행하고 있습니다.

### 2020년대

#### 2023년
- 《악인전기》 : 2023년 10월 14일 ~ 2023년 10월 15일 (전체 방송 기간 : 2023년 10월 14일 ~ 2023년 11월 13일)

## 경쟁 프로그램
- KBS 2TV 토일 드라마
- MBC 토일 드라마
- TV조선 토일 드라마
- JTBC 토일 드라마
- 채널A 토일 드라마
- MBN 토일 드라마
- tvN 토일 드라마